# Liste der Stolpersteine in Gengenbach
Die Liste der Stolpersteine in Gengenbach enthält alle Stolpersteine, die im Rahmen des gleichnamigen Projekts von Gunter Demnig in Gengenbach verlegt wurden. Mit ihnen soll an Opfer des Nationalsozialismus erinnert werden, die in Gengenbach lebten und wirkten.

## Verlegte Stolpersteine
| Stolperstein | Übersetzung                                                                              | Verlegeort       | Name, Leben                              |
| ------------ | ---------------------------------------------------------------------------------------- | ---------------- | ---------------------------------------- |
|              | HIER WOHNTE BERTHOLD MEIER JG. 1880 DEPORTIERT 1940 GURS ERMORDET IN MAJDANEK            | Grünstraße 27 ·  | Berthold Meier (1880–1940/44)            |
|              | HIER WOHNTE SOFIE MEIER GEB. ROLAND JG. 1878 DEPORTIERT 1940 GURS TOT IM LAGER 13.1.1942 | Grünstraße 27 ·  | Sofie Meier, geborene Roland (1880–1942) |
|              | HIER WOHNTE ADOLF VALFER JG. 1880 DEPORTIERT 1940 GURS ERMORDET IN AUSCHWITZ             | Hauptstraße 18 · | Adolf Valfer (1880–1940/45)              |
|              | HIER WOHNTE GRETA VALFER JG. 1904 DEPORTIERT 1940 GURS ERMORDET IN AUSCHWITZ             | Hauptstraße 18 · | Greta Valfer (1904–1940/45)              |
|              | HIER WOHNTE ISAAK VALFER JG. 1865 DEPORTIERT 1940 GURS TOT IM LAGER 10.12.1940           | Hauptstraße 18 · | Isaak Valfer (1865–1940)                 |
|              | HIER WOHNTE LUDWIG VALFER JG. 1870 DEPORTIERT 1940 GURS TOT IM LAGER 6.12.1940           | Hauptstraße 12 · | Ludwig Valfer (1870–1940)                |

## Verlegedatum
- 26. Mai 2009